# Pileolus

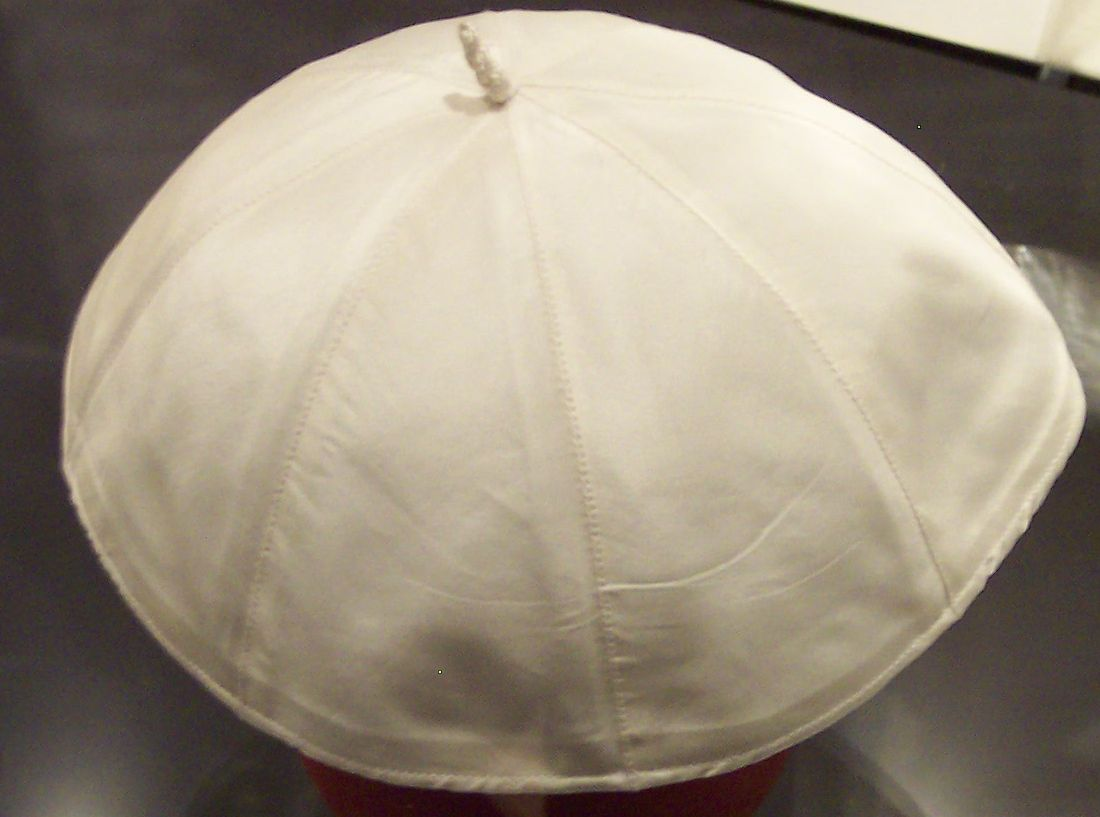
Pileolus

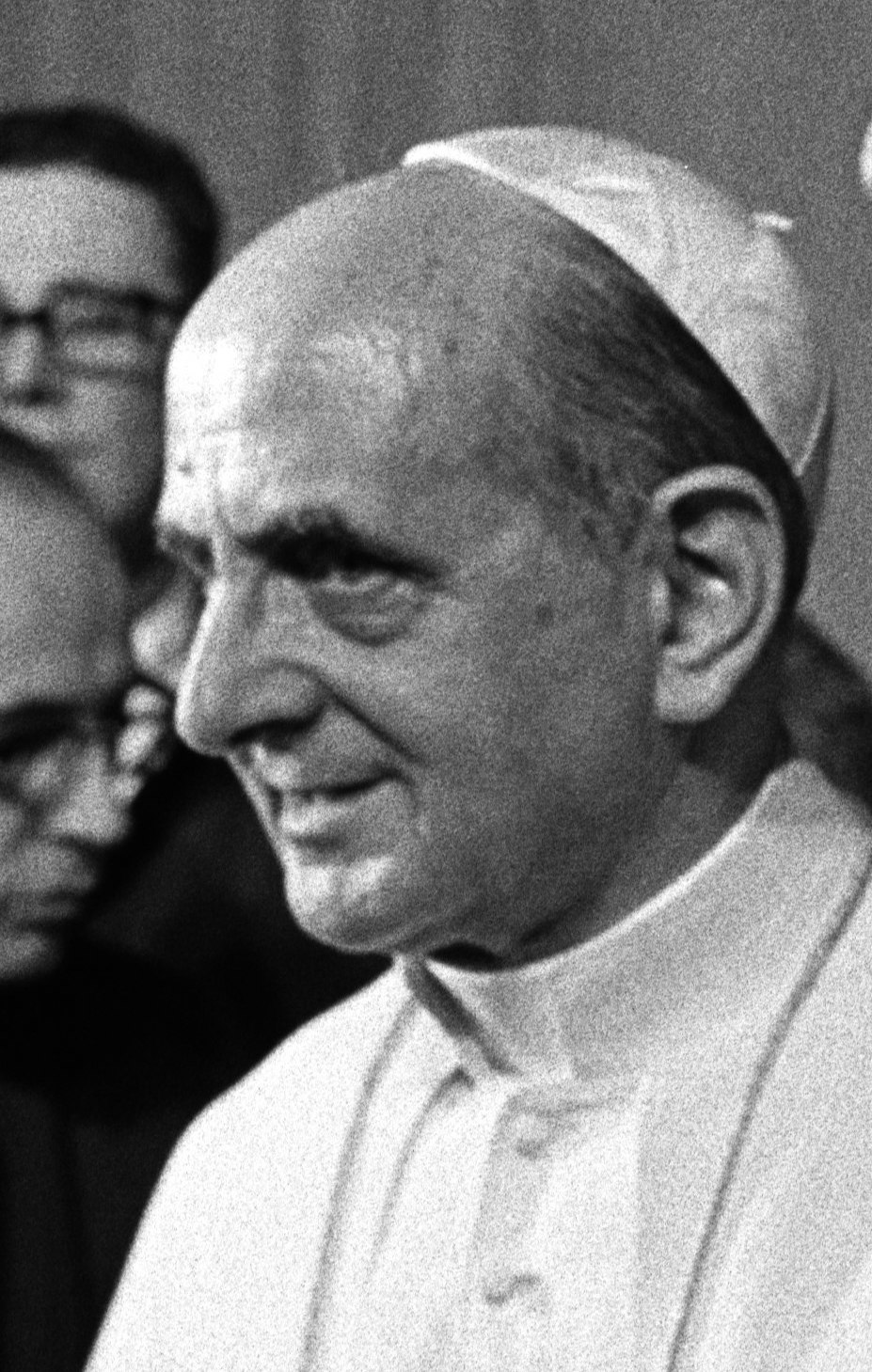
Papst Paul VI. mit Pileolus

Pileolus (vom lateinischen pileus „Hut“ bzw. „Mütze“), auch Zucchetto [dzukˈketto], Soli Deo, lateinisch Subbirettum oder Submitrale, deutsch auch Scheitelkäppchen, altertümlich Kalotte, ist Teil der kirchlichen Kleidung in der katholischen Kirche, vor allem von Äbten, Bischöfen, Kardinälen und des Papstes. Von diesen wird er innerhalb der Liturgie zur entsprechenden liturgischen Kleidung unter bzw. statt der Mitra oder des Biretts getragen wie außerhalb zur Soutane.

## Gebrauch
Der Papst, die Kardinäle und die Apostolischen Nuntii tragen einen Pileolus aus Moiré, die Pileoli der anderen Würdenträger bestehen aus einfacher Seide. Auch Ordensmänner kennen ein dem Pileolus ähnliches Scheitelkäppchen, das ursprünglich die Tonsur bedeckte und die Farbe der jeweiligen Ordensgewandung hat. Heute wird es oft nur noch von den Äbten getragen.
Die Farben der Käppchen entsprechen dem üblichen kirchlichen Farbengebrauch:
- weiß für den Papst
- scharlachrot für die Kardinäle sowie seit 1854 als Sonderprivileg für den Erzbischof von Salzburg als Primas Germaniae und „geborenen Legaten“ des Papstes
- violett für die Bischöfe und selten – mit päpstlicher Erlaubnis – Domherren einzelner Domkapitel, außerdem für Äbte von Territorialabteien, z. B. Kloster Einsiedeln OSB, Abtei Mehrerau OCist oder kraft besonderer Verleihung.
- Bei Äbten hängt die Farbe des Pileolus von den jeweiligen Ordensfarben ab: Benediktineräbte dürfen einen schwarzseidenen Pileolus tragen, bei Äbten aus dem Prämonstratenserorden kann der Pileolus weiß sein, bei Zisterzienseräbten weiß oder schwarz bzw. ggf. violett (s. o.). In Anwesenheit des Papstes wird der weiße Pileolus von Äbten nicht getragen.

Außerhalb der Liturgie (sofern keine Sondererlaubnis besteht) dürfen ein Scheitelkäppchen tragen:
- schwarz (nicht aus Seide): alle anderen Kleriker und Mönche
- braun: Ordensmänner der Bettelorden mit braunem Habit (Karmeliten, Franziskaner, Kapuziner)

Beim Hochgebet der Heiligen Messe und bei der Aussetzung des Allerheiligsten wird der Pileolus zum Zeichen der Verehrung des Allerheiligsten abgenommen. Deshalb wird das Käppchen auch Soli Deo genannt, was so viel bedeutet wie: „Nur vor Gott“ (und vor niemand anderem) wird dieser Hut gezogen. Da in der katholischen Kirche der Papst als Stellvertreter Christi gilt, ist es auch Brauch, bei seiner Begrüßung den Pileolus abzunehmen.
Mit der Verwendung der jüdischen Kippa hat der Pileolus nichts zu tun, er gleicht ihr in der Form und der Tatsache, dass es sich jeweils um Bekleidung handelt, die aus religiösen Gründen getragen wird, und der Tatsache, dass sowohl das Kippatragen der Juden als auch das Pileolustragen (s. u.) der römisch-katholischen Kleriker in der frühen Neuzeit Usus wurden.

## Historische Entwicklung
In der Antike bezeichnete man eine einfache Kappe, die unter anderem von Seeleuten, Handarbeitern und freigelassenen Sklaven getragen wurde, als Pileus. Der Pileolus ist auch grammatikalisch eine Verkleinerungsform (Diminutiv) der antiken Kappe, er war bereits im Mittelalter ein kleines Käppchen, das den Hinterkopf und die Ohren bedeckte und seit der Barockzeit im 16. und 17. Jahrhundert weiter auf das heute übliche Scheitelkäppchen reduziert wurde.
Bischöfe und andere Kleriker, die zum Gebrauch der Pontifikalien berechtigt sind, tragen den Pileolus oft auch unter der Mitra, was den ebenfalls gebräuchlichen Namen Submitrale erklärt. Dieser Brauch lässt sich erstmals im Laufe des 14. Jahrhunderts belegen, da auf dem Grabmal Clemens’ VI. in La Chaise-Dieu unter der Tiara bereits eine Kopfbedeckung in der Form eines Pileolus dargestellt ist. Diese Sitte verbreitete sich im Laufe des 15. Jahrhunderts und wurde im 16. und 17. Jahrhundert unter römisch-katholischen Klerikern allgemein üblich.
Die erstmalige Verleihung des roten Pileolus an die Kardinäle, ausgenommen derer aus Orden, deren Mitglieder einen Habit tragen, lässt sich für das Jahr 1464 im Pontifikat Pauls II. belegen. Zuvor war er für die Kirchenfürsten purpur, wodurch auch die Formulierung entstand, dass ein Kleriker „den Purpur verliehen bekommt“, wenn er zum Kardinal ernannt wird. An Kardinäle aus Orden wurde der rote Pileolus erstmals 1591 durch Gregor XIV. verliehen. Seit 1867 ist es mit einer auf Pius IX. zurückgehenden Verfügung auch den Bischöfen, die zuvor grüne Pileoli trugen, gestattet, violette Pileoli zu tragen, was sich schnell allgemein durchsetzte.